# TerraLunar
TerraLunar（テラルナ）は、株式会社アークライトのかつて存在したアダルトゲームブランドである。
エンターブレイン社発行のマジキュー・プレミアムとのコラボレーションブランドとして2001年末に立ち上げられた。同じアークライト内のブランドBLACK LIGHTがシナリオ重視なのに対して、キャラクター重視のブランドである。
2005年1月に、「しすたぁエンジェル」、「ロケットの夏」、「らくえん〜あいかわらずなぼく。の場合〜」を製作した月面基地前チームがブランドを立ち上げ独立、「TerraLunar」としての活動は終了した。

## 作品一覧
- 2002年3月1日 - しすたぁエンジェル
- 2002年10月11日 - ロケットの夏
- 2003年2月28日 - 星刻のかなた
- 2003年8月29日 - 家飛 カットビ!
- 2003年12月19日 - ぷちぷち☆魔女先生!
- 2004年6月25日 - らくえん〜あいかわらずなぼく。の場合〜
- 開発中止 - 蒼のせつなに 〜Passage in blue〜
- 開発中止 - ЗАРЯ（ザーリャ） 〜夜明けを待つ星〜
- 開発中止 - リーチっっ! 〜フルティルト・ブギー〜